# Chondrostoma meandrense
Chondrostoma meandrense és una espècie de peix cipriniforme de la família dels ciprínids que es troba a l'oest d'Anatòlia (Turquia).